# Per-Axel Björk
Per-Axel Björk, född 8 april 1916 i Staffans församling, Gävle, Gävleborgs län, död 4 juli 1989 i Hovås, Askims församling, Göteborgs och Bohus län, var en svensk arkitekt.
Björk, som var son till konsul Emil Björk och Hanna Lindeblad, studerade vid Chalmers tekniska institut 1933–1935. Han anställdes hos arkitekt Ville Berglund 1935, hos Daniel Persson 1937, hos Nils Olsson 1938 och bedrev egen arkitektverksamhet från 1952. Han utförde ett flertal större bostadshus och kontorshus i Göteborg. Björk är begravd på Lindome kyrkogård.